# ويلي زاكس
ويلي زاكس (بالألمانية: Willy Sachs)‏ هو رائد أعمال ألماني، ولد في 23 يوليو 1896 في شفاينفورت في ألمانيا، وتوفي في 19 نوفمبر 1958 في أوبرآودورف في ألمانيا.

## وصلات خارجية
- ويلي زاكس على موقع مونزينجر (الألمانية)